# Wii Sports
Wii Sports (Wiiスポーツ, Wī Supōtsu) é um jogo eletrônico de esporte desenvolvido pela Nintendo Entertainment Analysis & Development e publicado pela Nintendo. O jogo foi lançado na América do Norte junto com o Wii em 19 de novembro de 2006, e foi lançado no Japão, Oceania e Europa no mês seguinte. Foi incluído como um jogo pack-in com o console em todos os territórios, exceto Japão e Coreia do Sul, tornando-o o primeiro jogo esportivo incluído com o lançamento de um sistema Nintendo desde Mario's Tennis para o Virtual Boy em 1995. Wii Sports está disponível como parte da coleção Nintendo Selects.
O jogo é uma coleção de cinco simulações esportivas, projetadas para demonstrar os recursos de detecção de movimento do Wii Remote. Os cinco esportes incluídos são tênis, beisebol, boliche, golfe e boxe. Os jogadores usam o Wii Remote para imitar ações realizadas em esportes da vida real, como balançar uma raquete de tênis. As regras de cada jogo são simplificadas para torná-las mais acessíveis a novos jogadores. O jogo também possui modos de treinamento e condicionamento físico que monitoram o progresso dos jogadores nos esportes.
Wii Sports foi bem recebido pelos críticos e recebeu vários prêmios. Com mais de 82 milhões de cópias vendidas até o final de 2017, é o jogo de plataforma única mais vendido de todos os tempos e o quarto melhor em geral. Wii Sports já foi apresentado na televisão em comerciais do Wii, reportagens e outras programações. Uma sequência, Wii Sports Resort, foi lançada em 2009, enquanto um remake de alta resolução, Wii Sports Club, foi lançado em 2013 para o Wii U.

## Jogabilidade

O jogador utiliza o Wii Remote para imitar o movimento de colocar uma bola de golfe em seu modo de jogo.

Wii Sports consiste em cinco jogos de esportes separados—tênis, beisebol, boliche, golfe e boxe—acessados a partir do menu principal. Os jogos usam os recursos de sensor de movimento do Wii Remote e do Nunchuk para controlar as ações na tela. O jogador move o controle de maneira semelhante à maneira como os jogos separados são jogados na vida real; por exemplo, segurar e girar o Wii Remote como um taco de golfe, taco de beisebol, raquete de tênis ou bola de boliche. Alguns aspectos da jogabilidade são controlados por computador. No tênis, o movimento do jogador é controlado pelo Wii, enquanto o giro da raquete é controlado pelo jogador. O beisebol consiste em rebatidas e arremessos, com todos os movimentos de campo e basquete sendo executados pelo computador.
Os personagens do jogo são retirados do Mii Channel do Wii, que permite ao usuário criar um Mii (um avatar personalizado) que pode ser importado para jogos que têm suporte ao recurso. Wii Sports é o primeiro título do Wii a usar esse recurso. Miis salvos no Wii aparecerão na multidão durante jogos de boliche e como membros de equipes controladas por seres humanos no beisebol. Os NPCs do jogo também foram criados usando o conjunto de ferramentas do Mii Channel. Miis criados em um Wii podem ser transferidos para a memória interna de um Wii Remote para uso em outro Wii com diferentes dados salvos.
Depois de um jogo, um jogador recebe ou penaliza pontos de habilidade com base no desempenho relativo ao nível de habilidade do computador, embora alguns jogos não calculem pontos durante as sessões multijogador. O jogo acompanha esses pontos, traçando-os em um gráfico, além de aumentar o tamanho da multidão nos modos de um jogador de tênis e boxe. Depois de obter 1 000 pontos de habilidade em um esporte, o jogador recebe um nível "pro", além de um recurso cosmético para o seu Mii no boliche e no boxe. Um Mii recém-transformado em "pro" receberá uma mensagem no Wii Message Board notificando-o. Wii Sports também possui um teste que calcula a idade de condicionamento físico de um jogador (variando de 20 a 80 anos, 20 sendo o melhor possível). O teste mede o desempenho do jogador em três desafios escolhidos aleatoriamente em cada teste do modo de treinamento que foram jogados pelo menos uma vez e só podem ser realizados uma vez por dia por Mii. O cálculo leva em consideração o equilíbrio, a velocidade e a resistência de um jogador. Os resultados da idade são representados graficamente em um, dois ou três meses, com os resultados diários publicados no Wii Message Board.

## Desenvolvimento
Katsuya Eguchi, que gerenciou a Software Development Group 2 na Nintendo Entertainment Analysis and Development, produziu Wii Sports. Com o Wii, a Nintendo desejava alcançar pessoas que nunca haviam jogado videogame. Para fazer isso, eles precisavam de um software que permitisse a interação entre jogadores de longa data e primeira vez de uma maneira divertida. A Nintendo também queria que os jogadores usassem o sistema diariamente e pretendia que o Wii Sports fosse o principal título do console para ajudar a conseguir isso. O jogo foi projetado como uma linha introdutória simples, destinada a oferecer algo para jogadores e não jogadores. Os esportes foram escolhidos como tema por causa da familiaridade generalizada com eles. Em vez de apresentar atletas profissionais ou ter gráficos realistas, o jogo foi projetado para ser simples, para que qualquer um pudesse jogar. Jogabilidade como correr em direção a uma bola no tênis foi excluída para manter a simplicidade. Em um ponto do desenvolvimento, personagens de Super Mario foram usados, mas foram removidos por causa do feedback de jogadores que preferiram Miis. O jogo tem suporte a proporção de tela 16:9 e varredura progressiva, roda a 60 quadros por segundo, e usa o acelerômetro do Wii Remote para interpretar o movimento do jogador. Ações de detecção de movimento, como arremesso e batida, foram priorizadas para torná-las o mais realista possível. Como a Nintendo não esperava que os jogadores comprassem o Wii apenas para jogar o Wii Sports, eles criaram um bundle, vendendo o jogo junto com o console; a Nintendo acreditava que os jogadores teriam mais chances de jogar o Wii Sports através deste método de distribuição. Eles também sentiram que os jogadores que gostassem do jogo aumentariam sua popularidade de boca a boca.

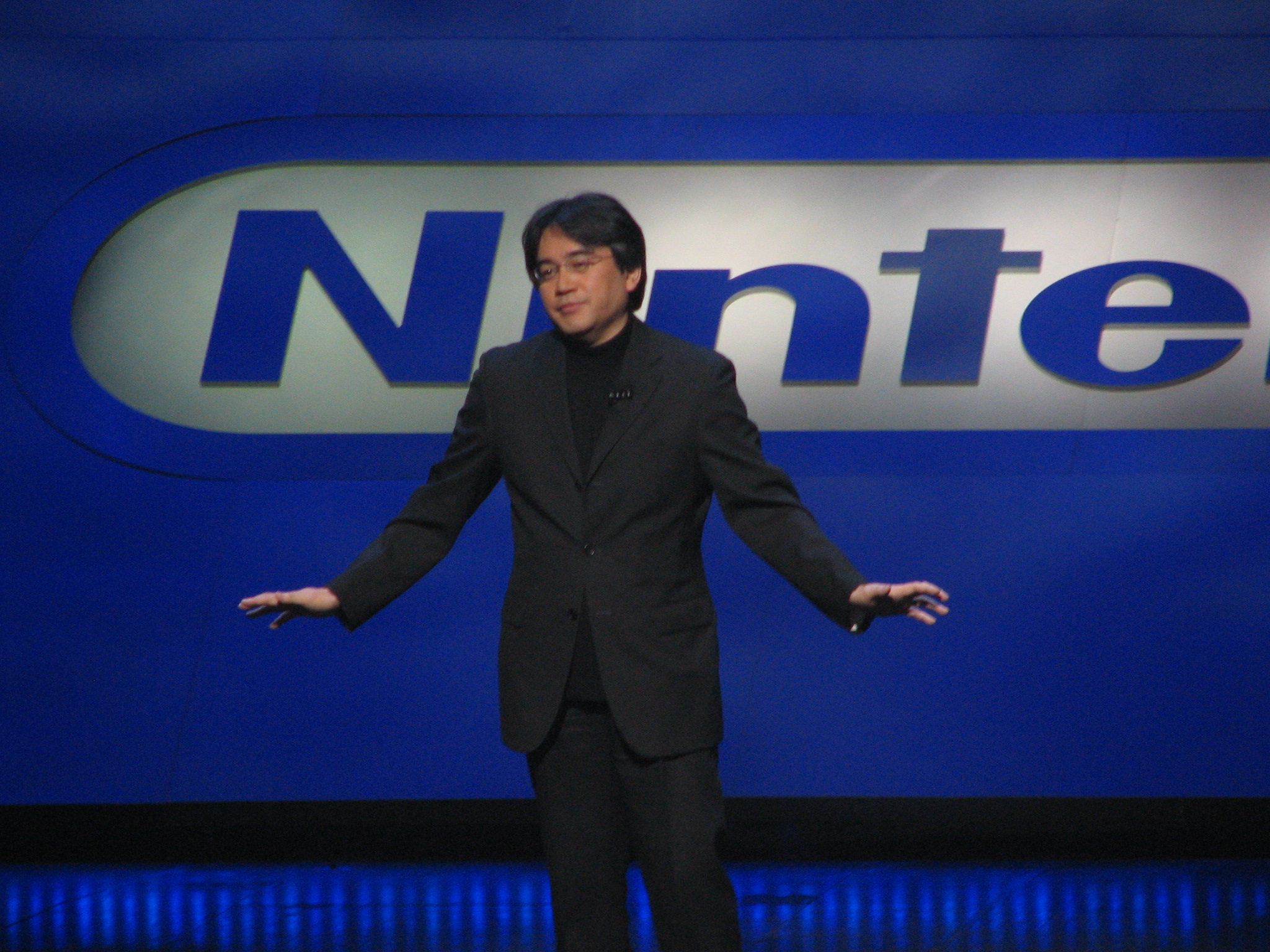
Satoru Iwata na conferência de imprensa da Nintendo na E3 2006

Antes da Media and Business Summit da E3 2006, o primeiro esporte do jogo foi anunciado como Wii Sports: Tennis. Mais tarde foi anunciado, em uma conferência de imprensa da Nintendo antes da E3 2006, que ele faria parte de um pacote esportivo. Satoru Iwata introduziu este pacote como Wii Sports e afirmou que ele incluiria tênis, golfe e beisebol. O jogo foi apresentado como uma demonstração em vídeo e uma demonstração jogável no palco. A demo contou com Iwata e Reggie Fils-Aime em uma partida de tênis de duplas contra Shigeru Miyamoto e Scott Dyer, vencedor de um concurso. Os outros títulos esportivos estavam em exibição na E3 e compartilharam uma convenção de nomes semelhante ao jogo de tênis, como Wii Sports: Baseball, Wii Sports: Golf e Wii Sports: Airplane. Na época, o modo de beisebol apresentava apenas uma simulação de rebatidas. O modo airplane era similar ao Pilotwings e exigia que o jogador manobrasse um avião através de anéis dentro de um período de tempo. Ele não foi incluído na versão final, mas foi posteriormente incorporado ao Wii Sports Resort. No evento Nintendo World, em 14 de setembro de 2006, Reggie Fils-Aime anunciou que o Wii Sports seria incluído gratuitamente com o Wii. Os títulos de boliche e boxe também foram introduzidos.

## Recepção
Wii Sports recebeu críticas "geralmente favoráveis", de acordo com o Metacritic. A GameTrailers chamou o jogo de um bom complemento para o Wii e se referiu a todos os cinco jogos como um "bom pacote completo". Eles comentaram que os jogos forneciam jogabilidade suficiente para jogadores de longa data sem torná-los inacessíveis para iniciantes. Afirmaram, no entanto, que a falta de um modo de torneio era um detrator e não recomendava pagar pelo jogo se ele não fosse fornecido com o console. A GamePro também comentou que a adição gratuita do Wii Sports com o Wii foi um resultado positivo. Matt Casamassina da IGN declarou que o jogo foi uma "peça de sucesso do novo hardware da Nintendo" e gostou da capacidade de importar Miis. O editor Ryan Davis, da GameSpot, elogiou o aspecto multiplayer e o teste de condicionamento físico. Críticos elogiaram os controles e a facilidade de uso do jogo. Casamassina se referiu aos controles como "revolucionários" e os descreveram como intuitivos. A GamePro fez comentários semelhantes, elogiando a facilidade de jogo e os controles de movimento realistas, enquanto Davis comentou que os controles de movimento às vezes eram erráticos. A maioria das críticas negativas foram em relação aos gráficos e falta de profundidade nos jogos separados. Casamassina afirmou que o jogo "tem pouca profundidade e visual", e chamou os gráficos de "genéricos" e "arcaicos". Outros revisores disseram que os gráficos estavam a par dos antigos sistemas de jogos da Nintendo, como o GameCube e o Nintendo 64. Davis criticou a natureza simplificada dos jogos, e a GamePro afirmou que os jogos separados ofereciam menos profundidade do que os jogos comuns de console. A Nintendo Power listou Wii Sports junto com sua sequência Wii Sports Resort como duas das maiores experiências multijogador na história da Nintendo, afirmando que todos, desde crianças pequenas até avós, podem aproveitar os jogos. A revista elogiou o agrupamento de esportes e a longevidade do jogo. Em 2019, Wii Sports ficou na posição 28 na lista dos 50 melhores videogames do século XXI do jornal The Guardian.
Os jogos separados conquistaram sua própria recepção entre os críticos. Casamassina chamou os modos de boliche, tênis e beisebol de "divertidos e viciantes", enquanto Tom Bramwell, da Eurogamer, disse que os de beisebol, golfe e boxe carecem de profundidade de jogo quando comparados ao de tênis e o de boliche. O colunista John C. Dvorak, da PC Magazine, um jogador de boliche ávido, elogiou a física realista usada no boliche e afirmou: "a Nintendo fez um trabalho estupendo de codificação". Ele elogiou o acréscimo de atividade física aos jogos eletrônicos, mas reclamou que o uso prolongado causava dor no pulso e no ombro. Casamassina classificou o boliche como a melhor experiência dos cinco modos. Antes de seu lançamento, Craig Harris, do IGN, comentou um exploit que permitia ataques fáceis no jogo de boliche que eliminavam o desafio e o fator de jogabilidade. Após o lançamento, ele afirmou que o exploit não foi corrigido. A GameTrailers disse que o golfe é o modo mais profundo, mas criticou a falta de vários campos e alguns controles imprevisíveis. A GamePro disse que o golfe foi o que mais ofereceu conteúdo e era o mais bonito de todos os modos, mas comentou que seus controles eram os mais difíceis de se usar. A GameTrailers chamou o tênis de mais acessível e fácil de jogar, mas criticou a dificuldade de colocar spin na bola. Casamassina afirmou que o tênis era um dos jogos mais divertidos, mas a falta de controle do movimento era um detrator. A GameTrailers chamou o modo de beisebol de "mais inútil" por causa do fator de sorte associado ao campo controlado por computador. Eles falaram que o boxe é o melhor exercício no Wii Sports, mas criticaram o movimento difícil necessário para dar um soco adequado. Casamassina criticou o boxe por ser "uma tarefa árdua" e o classificou como a pior experiência dos cinco esportes.

### Vendas
Até o final de 2007, Wii Sports já era o jogo do Wii mais vendido. No Japão, onde o jogo não foi incluído junto no sistema, vendeu 176 167 cópias nos dois primeiros dias do lançamento, um recorde para a sétima geração no país. Em fevereiro de 2007, havia vendido mais de um milhão de cópias. No início de maio de 2007, a empresa de pesquisa Media Create colocou o 'Wii Sports' em terceiro na lista dos 20 melhores jogos no Japão. Foi o jogo mais vendido de 2007 no Japão, com 1 911 520 cópias vendidas. Foi o décimo jogo mais vendido no Japão em 2008, vendendo 841 736 cópias naquele ano. O jogo vendeu 45,71 milhões de cópias — incluindo cópias que vieram junto com o sistema no bundle — em todo o mundo até março de 2009. Em janeiro de 2011, as vendas mundiais foram registradas em 75,66 milhões, que aumentaram para 82,90 milhões em março de 2020.

### Prêmios
A estreia do jogo na E3 de 2006 já fez com que ele ganhasse prêmios. No evento, ele ganhou o Game Critics Awards pelo "Melhor Jogo de Esporte". O site 1UP listou-o como o "Melhor Jogo de Wii" e "Jogo Mais Original" em sua publicação "Best of E3 2006". Após o seu lançamento, Wii Sports recebeu vários prêmios de várias organizações, sites e revistas. IGN o premiou como "Melhor Jogo Esportivo de 2006" e como segundo melhor jogo de 2006. A revista Time listou o jogo como o jogo número um de 2006 na lista dos 10 melhores jogos do ano. Wii Sports ganhou o "Prêmio de Inovação" da Famitsu no mesmo ano. A Electronic Gaming Monthly premiou-o com "Melhor Experiência Multijogador" na "1Up Network Awards" de 2006. Na Interactive Achievement Awards de 2007, o jogo ganhou o prêmio "Excelente Engenharia de Jogabilidade", "Excelente Design de Jogo", e "Excelente Inovação em Jogo". Em 2007, o jogo ganhou o "Prêmio de Inovação" e "Melhor Design de Jogo" no Game Developers Choice Awards, e ganhou o "Grande Prêmio" na divisão de entretenimento do Japan Media Arts Festival. No British Academy Video Games Awards do mesmo ano, o Wii Sports ganhou seis das sete indicações: Esportes, Inovação, Jogabilidade, Multiplayer, Casual e Estratégia e Simulação. O The New York Times nomeou "Wii Sports" como o Jogo do Ano, e o site de jogos Gamasutra disse que ele foi o jogo mais importante de 2006. Em 2010, o jogo foi incluído como um dos títulos no livro 1001 Jogos Que Você Deve Jogar Antes De Morrer.

## Impacto
Wii Sports, um fator importante no sucesso mundial do Wii, foi o primeiro lançamento entre vários jogos principais do Wii sendo desenvolvidos ao mesmo tempo, com a mesma filosofia; outros foram lançados, como Wii Play, Wii Fit, e Wii Music. Uma sequência direta de Wii Sports, intitulada Wii Sports Resort, foi lançada em 2009. O jogo, junto com o Wii Fit, foi creditado por atrair mais jogadores casuais, femininos e idosos. Também foi citado como um jogo que pode proporcionar uma experiência de vínculo entre os membros da família e como um meio de exercitar e perder peso quando jogado regularmente. Um estudo envolvendo adolescentes de 13 a 15 anos de idade foi realizado pela Universidade John Moores de Liverpool e concluiu que os jogadores consomem 2% mais energia no Wii do que jogando em outros consoles. Eles afirmaram que não era um substituto para a prática de um esporte real, mas poderiam contribuir para o controle de peso. Wii Sports tem sido usado para ajudar na fisioterapia de um boxeador no Glenrose Rehabilitation Hospital no Canadá, vítimas de derrame em Minneapolis e Raleigh, e soldados feridos em Prescott, Washington, D.C. e Landstuhl, este último na Alemanha. A revista Wired incluiu o jogo em sua lista dos 15 jogos mais influentes da década, na 8ª posição, por seu papel na popularização dos controles de movimento e por ter um grande impacto no "cenário dos videogames". Em 2019, a GameSpot o nomeou um dos jogos mais influentes do século XXI, citando sua acessibilidade, apelo amplo e impacto a longo prazo no desenvolvimento de console na Nintendo e em outros designers de hardware de jogos.

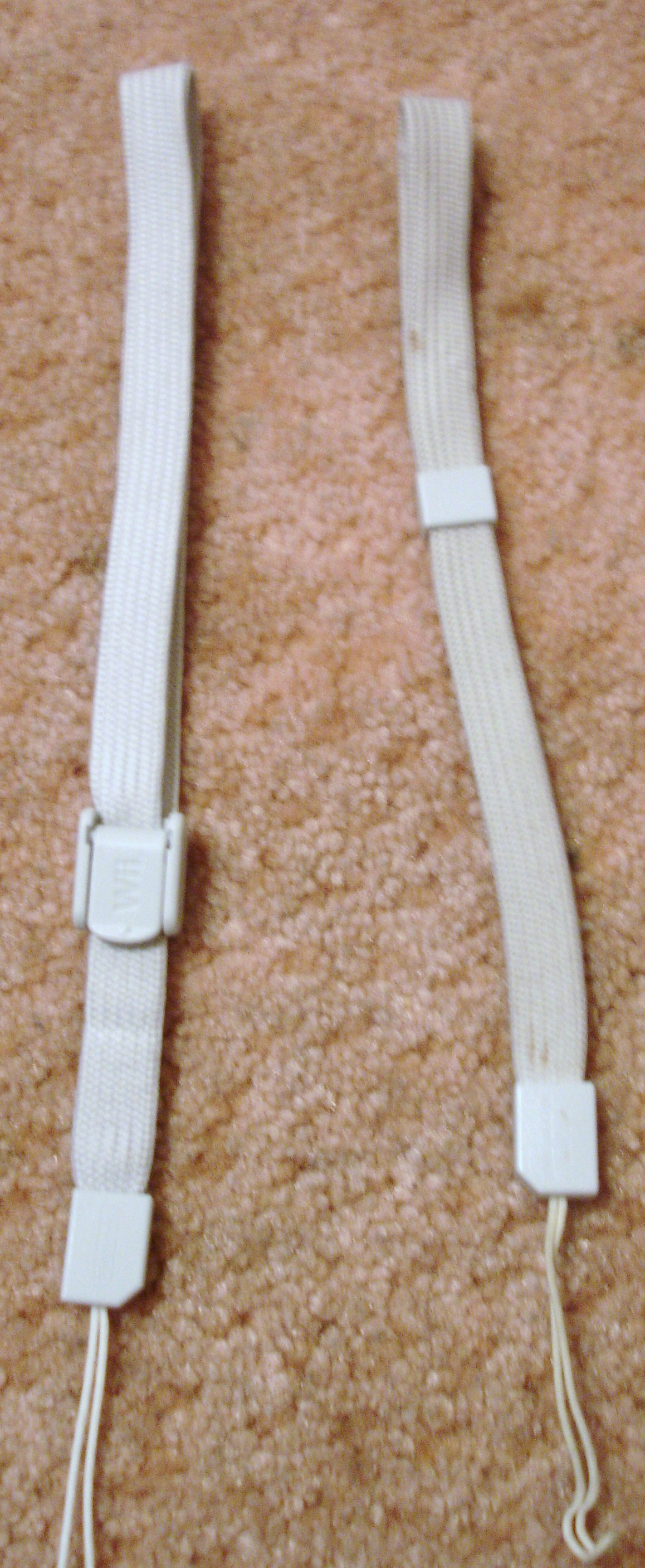
A nova alça do Wii Remote (esquerda) em comparação com a alça original (direita)

Após o lançamento do Wii, os jogadores começaram a sofrer lesões enquanto jogavam Wii Sports, entre outros jogos, quando atingiam acidentalmente outros jogadores ou objetos enquanto balançavam o Wii Remote. Esta série de acidentes e outros relacionados levaram o presidente da Nintendo na época, Satoru Iwata, a desenvolver uma campanha para reduzir esses incidentes. Em relação a esse problema, o porta-voz da Nintendo, Yasuhiro Minagawa, comentou: "As pessoas costumavam ficar um pouco empolgadas, principalmente enquanto jogavam Wii Sports, e em alguns casos o controle remoto ficava solto de suas mãos". A Nintendo respondeu oferecendo alças de substituição para o Wii Remote com quase o dobro da espessura. Outras lesões incluem lesões nos músculos, tendões e ligamentos devido ao excesso de prática de esportes simulados no Wii — apelidado de "Wii-itis".
Wii Sports tornou-se um meio popular para encontros e competições sociais. Moradores de centros de idosos e casas de repouso formaram ligas usando o modo boliche do jogo. Após seu lançamento na Austrália, a Nintendo e a Myer, uma rede de lojas de departamentos australiana, realizaram um torneio de tênis do jogo em janeiro de 2007 em Melbourne. Os vencedores competiram contra os tenistas profissionais Pat Cash e Mark Woodforde e ganharam novos Wiis. Um torneio não oficial de tênis do jogo, intitulado "Wiimbledon", foi realizado no Brooklyn em 23 de junho de 2007. Apresentava 128 concorrentes, muitos dos quais fantasiados.
Wii Sports foi apresentado na televisão múltiplas vezes. O jogo foi apresentado em comerciais para o Wii, e em notícias da ABC e da NBC. O jogo já apareceu em vários programas de comédia. Um episódio de Late Night with Conan O'Brien mostrou Conan O'Brien competindo contra sua convidada, estrela do tênis Serena Williams, em uma partida de tênis de Wii Sports. Em um episódio de Rick Mercer Report, o ex-primeiro ministro canadense Jean Chrétien venceu de Rick Mercer no modo de boxe. O jogo se tornou um meio popular para encontros sociais e competições entre jogadores de diferentes idades. O modo de boxe também apareceu em um episódio de The Colbert Report onde um clipe apresentava versões Mii de Stephen Colbert e da Presidente da Câmara dos Representantes dos Estados Unidos Nancy Pelosi. No Oscar 2008, o apresentador Jon Stewart e Jamia Simone Nash foram flagrados jogando o modo tênis de Wii Sports em uma das telas gigantes de projeção do evento após um intervalo comercial como parte de uma piada. Wii Sports já apareceu em filmes mainstream como Tropic Thunder e em comerciais de produtos como o Kellogg's Smart Start.

## Continuação da série

### Wii Sports Resort
Uma sequência, intitulada Wii Sports Resort, foi revelada pela primeira vez na apresentação da E3 2008. O desenvolvimento começou após o lançamento do Wii MotionPlus, embora a ideia para uma continuação já existisse mais cedo. O jogo apresenta 12 esportes: esgrima, wakeboard, frisbee, tiro com arco, basquetebol, tênis de mesa, golfe, boliche, jet ski, canoagem, ciclismo e esportes aéreos. O jogo foi lançado pela primeira vez na Coreia do Sul em 24 de junho de 2009 e no Japão no dia seguinte, antes de ser lançado em outros países em julho de 2009.

### Wii Sports Club
Em 18 de setembro de 2013, a Nintendo anunciou Wii Sports Club para a Nintendo eShop do Wii U. O jogo apresenta os cinco jogos do Wii Sports refeitos em gráficos de alta definição, com suporte para o Wii MotionPlus (assim como Wii Sports Resort) e multijogador online. O jogo usa o sistema "Club", no qual os jogadores são registrados em clubes regionais ou nacionais, comunicando-se através do Miiverse e competindo contra outros clubes por classificações. Após um período de teste gratuito de 24 horas, os jogadores podem comprar um passe diário para acessar todos os jogos, ou adquirir acesso total aos jogos individuais. Tênis e boliche foram lançados pela primeira vez em 30 de outubro de 2013,[carece de fontes?] golfe foi lançado pela primeira vez em 18 de dezembro de 2013, e beisebol e boxe foram lançados pela primeira vez no final de junho de 2014. Uma versão física do Wii Sports Club começou a ser vendida em julho de 2014.